# Hans-Joachim Faber
Hans-Joachim „Hajo“ Faber (* 1968 in Neuwied) ist ein deutscher Jurist und Fußballfunktionär.

## Werdegang
Faber betreibt seit 2003 mit seiner Lebensgefährtin eine Anwaltskanzlei am Jahnplatz in der Bielefelder Innenstadt. Mehrfach vertrat Faber den in Bielefeld bekannten Flitzer „Ernie“ vor Gericht. Nebenbei arbeitete er in einem Bielefelder Kino als Kartenverkäufer und -abreißer. 1998 wurde er Mitglied von Arminia Bielefeld und engagierte sich fortan in dem Verein, unter anderem als Stadionsprecher bei der A-Jugend oder als Schiedsrichterbetreuer. Beim Radiosender Radio Bielefeld präsentiert Faber seit 2006 die Kolumne Lyrik in Leder, wo er in Gedichtform und unter Einschluss von O-Tönen der Spieler und Trainer auf humorvolle Art die Spiele des Vereins Revue passieren lasst.
Im Juni 2011 wurde Hajo Faber in den Ehrenrat von Arminia Bielefeld gewählt. Auf der Mitgliederversammlung trat der Vorstand um Präsident Hans-Hermann Schwick geschlossen zurück. Aus den Reihen des Ehrenrats wurde Hajo Faber zum Übergangspräsidenten gewählt, damit der hoch verschuldete Verein handlungsfähig blieb. Während Fabers Präsidentschaft brachte die Arminia eine zweite Fananleihe auf den Weg, um die Insolvenz zu vermeiden. Außerdem entließ Faber den Geschäftsführer Ralf Schnitzmeier, nachdem dieser wegen privaten Fehlverhaltens aktenkundig wurde. Nach 66 Tagen im Amt trat Faber zurück. Sein Nachfolger wurde Jörg Zillies.